# Ґрант Гілл
Ґрант Генрі Гілл (англ. Grant Henry Hill; нар. 5 жовтня 1972, Даллас, США) — колишній американський професійний баскетболіст, що грав на позиції легкого форварда за декілька команд НБА. Гравець національної збірної США, Олімпійський чемпіон 1996 року. Згодом — співвласник та заступник голови ради директорів клубу НБА «Атланта Гокс».
2018 року введений до Баскетбольної зали слави.

## Ігрова кар'єра
Починав грати у баскетбол у команді старшої школи Саут Лекс (Рестон). На університетському рівні грав за команду «Дьюк Блу Девілз» (1990—1994), з якою двічі, 1991 та 1992 року став чемпіоном США.
1994 року був обраний у першому раунді драфту НБА під загальним 3-м номером командою «Детройт Пістонс». У свій перший сезон набирав в середньому 19,9 очка за матч, роблячи при цьому 6,4 підбирання та 5 результативних передач. Того ж сезону разом з Джейсоном Кіддом став новачкому року НБА.
1996 рік ознаменувався виграшем золотої медалі Атланти у складі збірної США.
У сезоні 1996—1997 Гілл в середньому набирав 21,4 очка, 9 підбирань та 7,3 асистів — досягнення, яке нікому не вдавалось досягнути, поки Рассел Вестбрук не завершив сезон 2016—2017 з трибл-даблом за сезон.
Граючи за Пістонз, був постійним учасником Матчів усіх зірок, пропустивши його тільки 1999 року. Усього захищав кольори команди з Детройта протягом 6 сезонів, за які набрав 9,393 очка, 3,417 підбирання та 2,720 асистів. Такі показники після перших шести сезонів в кар'єрі підкорялися лише Оскару Робертсону, Ларрі Берду та Леброну Джеймсу.
2000 року Гілл перейшов до складу «Орландо Меджик» в обмін на Чаккі Еткінса на Бена Воллеса. В Орландо покладали великі надії на Гіла та розраховували, що він разом з Трейсі Макгрейді виведуть команду на новий рівень. Проте через постійні травми йому вдалося показати свою гру тільки на п'ятий рік свого перебування в Орландо. Однак на шостий рік його знову спіткали травми.
2007 року Гілл став необмеженим вільним агентом та підписав контракт із «Фінікс Санз», у складі яких провів наступні 5 сезонів своєї кар'єри в НБА. У Фініксі він швидко пристосувався до швидкої гри команди та, незважаючи на кілька мікротравм, провів 70 матчів у сезоні з 13,1 очка та 5 підбираннями за матч. Його також призначили віце-капітаном команди. До 2012 року набрав 17,000 очок у кар'єрі, що було 78-м результатом в історії НБА.
Останньою ж командою в кар'єрі гравця в НБА стали «Лос-Анджелес Кліпперс», до складу яких він приєднався 2012 року і за які відіграв один сезон. Пропустивши початок сезону через травму, Гілл дебютував за «Кліпперс» у січні 2013 року. Загалом за сезон провів 29 ігор, де заробляв 3,2 очка та 1,7 підбирання.
2013 року оголосив про завершення своєї спортивної кар'єри, яка тривала 19 сезонів. Згодом став експертом на каналі NBA TV.

## Післяігрова кар'єра
24 червня 2015 року разом з підприємцем Тоні Ресслером придбав клуб НБА «Атланта Гокс» за приблизно 730—850 млн. доларів. В «Атланті» також отримав посаду заступника голови ради директорів.
31 березня 2018 року був введений до Баскетбольної зали слави імені Нейсміта.

## Статистика виступів

### Регулярний сезон
| Сезон              | Команда                 | GP   | GS  | MPG  | FG%  | 3P%   | FT%  | RPG | APG | SPG | BPG | PPG  |
| ------------------ | ----------------------- | ---- | --- | ---- | ---- | ----- | ---- | --- | --- | --- | --- | ---- |
| 1994–95            | «Детройт Пістонс»       | 70   | 69  | 38.3 | .477 | .148  | .732 | 6.4 | 5.0 | 1.8 | .9  | 19.9 |
| 1995–96            | «Детройт Пістонс»       | 80   | 80  | 40.8 | .462 | .192  | .751 | 9.8 | 6.9 | 1.3 | .6  | 20.2 |
| 1996–97            | «Детройт Пістонс»       | 80   | 80  | 39.3 | .496 | .303  | .711 | 9.0 | 7.3 | 1.8 | .6  | 21.4 |
| 1997–98            | «Детройт Пістонс»       | 81   | 81  | 40.7 | .452 | .143  | .740 | 7.7 | 6.8 | 1.8 | .7  | 21.1 |
| 1998–99            | «Детройт Пістонс»       | 50   | 50  | 37.0 | .479 | .000  | .752 | 7.1 | 6.0 | 1.6 | .5  | 21.1 |
| 1999–00            | «Детройт Пістонс»       | 74   | 74  | 37.5 | .489 | .347  | .795 | 6.6 | 5.2 | 1.4 | .6  | 25.8 |
| 2000–01            | «Орландо Меджик»        | 4    | 4   | 33.3 | .442 | 1.000 | .615 | 6.3 | 6.3 | 1.3 | .5  | 13.8 |
| 2001–02            | «Орландо Меджик»        | 14   | 14  | 36.6 | .426 | .000  | .863 | 8.9 | 4.6 | .6  | .3  | 16.8 |
| 2002–03            | «Орландо Меджик»        | 29   | 29  | 29.1 | .492 | .250  | .819 | 7.1 | 4.2 | 1.0 | .4  | 14.5 |
| 2004–05            | «Орландо Меджик»        | 67   | 67  | 34.9 | .509 | .231  | .821 | 4.7 | 3.3 | 1.4 | .4  | 19.7 |
| 2005–06            | «Орландо Меджик»        | 21   | 17  | 29.2 | .490 | .250  | .765 | 3.8 | 2.3 | 1.1 | .3  | 15.1 |
| 2006–07            | «Орландо Меджик»        | 65   | 64  | 30.9 | .518 | .167  | .765 | 3.6 | 2.1 | .9  | .4  | 14.4 |
| 2007–08            | «Фінікс Санз»           | 70   | 68  | 31.7 | .503 | .317  | .867 | 5.0 | 2.9 | .9  | .8  | 13.1 |
| 2008–09            | «Фінікс Санз»           | 82   | 68  | 29.8 | .523 | .316  | .808 | 4.9 | 2.3 | 1.1 | .7  | 12.0 |
| 2009–10            | «Фінікс Санз»           | 81   | 81  | 30.0 | .478 | .438  | .817 | 5.5 | 2.4 | .7  | .4  | 11.3 |
| 2010–11            | «Фінікс Санз»           | 80   | 80  | 30.1 | .484 | .395  | .829 | 4.2 | 2.5 | .8  | .4  | 13.2 |
| 2011–12            | «Фінікс Санз»           | 49   | 46  | 28.1 | .446 | .264  | .761 | 3.5 | 2.2 | .8  | .6  | 10.2 |
| 2012–13            | «Лос-Анджелес Кліпперс» | 29   | 0   | 15.1 | .388 | .273  | .583 | 1.7 | .9  | .4  | .2  | 3.2  |
| Усього за кар'єру  |                         | 1026 | 972 | 33.9 | .483 | .314  | .769 | 6.0 | 4.1 | 1.2 | .6  | 16.7 |
| В іграх усіх зірок |                         | 6    | 6   | 22.2 | .571 | .500  | .545 | 2.5 | 3.2 | 1.2 | .2  | 10.5 |

### Плей-оф
| Сезон             | Команда                 | GP | GS | MPG  | FG%  | 3P%  | FT%   | RPG | APG | SPG | BPG | PPG  |
| ----------------- | ----------------------- | -- | -- | ---- | ---- | ---- | ----- | --- | --- | --- | --- | ---- |
| 1996              | «Детройт Пістонс»       | 3  | 3  | 38.3 | .564 | .500 | .857  | 7.3 | 3.7 | 1.0 | .0  | 19.0 |
| 1997              | «Детройт Пістонс»       | 5  | 5  | 40.6 | .437 | .000 | .718  | 6.8 | 5.4 | .8  | 1.0 | 23.6 |
| 1999              | «Детройт Пістонс»       | 5  | 5  | 35.2 | .457 | .000 | .813  | 7.2 | 7.4 | 2.0 | .4  | 19.4 |
| 2000              | «Детройт Пістонс»       | 2  | 2  | 27.5 | .375 | .500 | .900  | 5.5 | 4.5 | .5  | .0  | 11.0 |
| 2007              | «Орландо Меджик»        | 4  | 4  | 35.8 | .500 | .000 | .667  | 5.5 | 3.8 | .5  | .3  | 15.0 |
| 2008              | «Фінікс Санз»           | 3  | 2  | 22.7 | .455 | .000 | 1.000 | 5.3 | 1.0 | .7  | .3  | 3.7  |
| 2010              | «Фінікс Санз»           | 16 | 16 | 28.3 | .480 | .188 | .868  | 5.8 | 2.3 | .8  | .6  | 9.6  |
| 2013              | «Лос-Анджелес Кліпперс» | 1  | 0  | 20.0 | .500 | .000 | .000  | 4.0 | 2.0 | .0  | .0  | 4.0  |
| Усього за кар'єру |                         | 39 | 37 | 31.6 | .469 | .238 | .781  | 6.1 | 3.6 | .9  | .5  | 13.4 |